# Provinz Moxos
Moxos ist eine Provinz im südlichen Teil des Departamento Beni im südamerikanischen Anden-Staat Bolivien.

## Lage
Die Provinz ist eine von acht Provinzen im Departamento Beni. Sie grenzt im Nordwesten an die Provinz Yacuma, im Südwesten an die Provinz Ballivián, im Süden an das Departamento Cochabamba, im Südosten an die Provinz Marbán, und im Nordosten an die Provinz Cercado.
Die Provinz erstreckt sich etwa zwischen 14° 07' und 16° 18' südlicher Breite und 65° 00' und 66° 50' westlicher Länge, ihre Ausdehnung von Westen nach Osten beträgt bis zu 200 Kilometer, von Norden nach Süden 320 Kilometer.

## Bevölkerung
Die Einwohnerzahl der Provinz Moxos ist in den vergangenen drei Jahrzehnten um fast die Hälfte angestiegen:
| Jahr | Einwohner | Quelle       |
| ---- | --------- | ------------ |
| 1992 | 17.602    | Volkszählung |
| 2001 | 20.496    | Volkszählung |
| 2012 | 21.114    | Volkszählung |
| 2024 | 25.528    | Volkszählung |

51,1 Prozent der Bevölkerung sind jünger als 15 Jahre, der Alphabetisierungsgrad in der Provinz beträgt 70,5 Prozent. (2001)
96,0 Prozent der Bevölkerung sprechen Spanisch, 0,7 Prozent Quechua, 0,5 Prozent Aymara, und 34,0 Prozent andere indigene Sprachen. (1992)
79,6 Prozent der Bevölkerung haben keinen Zugang zu Elektrizität, 68,3 Prozent leben ohne sanitäre Einrichtung. (1992)
88,1 Prozent der Einwohner sind katholisch, 8,8 Prozent sind evangelisch. (1992)

## Gliederung
Die Provinz Moxos besteht nur aus einem einzigen Verwaltungsbezirk (bolivianisch „Municipio“):
- Municipio San Ignacio de Moxos (24.978 km²)

## Ortschaften in der Provinz Moxos
- Municipio San Ignacio de Moxos
  - San Ignacio de Moxos 10.054 Einw. – San Lorenzo de Moxos 1084 Einw. – San Francisco 682 Einw. – Puerto San Lorenzo 181 Einw.